# 奥斯皮塔莱托
奥斯皮塔莱托（義大利語：Ospitaletto），是意大利布雷西亚省的一个市镇。总面积9.29平方公里。人口為14,731人，正緩慢增加中。人口密度為1586人/平方公里（2023年）。国家统计（ISTAT）代码为017127。